# 新日恒力
寧夏新日恒力鋼絲繩股份有限公司，簡稱寧夏新日恒力鋼絲繩股份、寧夏新日恒力鋼絲繩、寧夏新日恒力，以及新日恒力（英語：Ningxia Xinri Hengli Steel Wire Co. Ltd，上交所：600165），於1965年當時由石嘴山市政府設立前身為「寧夏石嘴山鋼鐵廠」、「寧夏恒力鋼鐵集團有限公司」，以及「寧夏恒力鋼絲繩股份有限公司」。
現時業務在國內經營钢丝、钢丝绳、钢绞线等钢丝及其制品的生产和销售、物流、房地產、建築、煤化工、機械等行業。董事長為肖家寺，也就是現時母公司上海新日股权投资股份有限公司為主要股東，總經理為高小平。
而股份則在1998年4月27日於上海證券交易所上市。

## 連結
- NXHengli.com.cn